# Nitro jedinjenje
Nitro jedinjenja su organska jedinjenja koja sadrže jedan ili više nitro funkcionalnih grupa (O2). Ona su često visoko eksplozivna, posebno kad jedinjenje sadrži više od jedne nitro grupe i kad nije prečišćeno. Nitro grupa jedna od najčešćih eksplozifora (grupa koje čine jedinjenje eksplozivom). Ta osobina nitro i nitratnih grupa potiče od njihove termalne dekompozicije, koja proizvodi molekulski azot (N2 gas) i znatnu količinu energije, što je posledica velike snage veze molekulskog azota.
Aromatična nitro jedinjenja se tipično sintetišu dejstvom mešavine azotne i sumporne kiseline na organski molekul. Među nitro jedinjenjima u najvećim količinama se proizvodi nitrobenzen. Mnogi eksplozivi se proizvode nitracijom, npr. trinitrofenol (pikrinska kiselina), trinitrotoluen (TNT), i trinitrorezorcinol (stifninska kiselina).